# Sordaria tenerifae
Sordaria tenerifae är en svampart som först beskrevs av Arx & Guarro, och fick sitt nu gällande namn av J.C. Krug & R.S. Khan 1990. Sordaria tenerifae ingår i släktet Sordaria och familjen Sordariaceae.   Inga underarter finns listade i Catalogue of Life.